# Mosquée Atik Mustafa Pasha

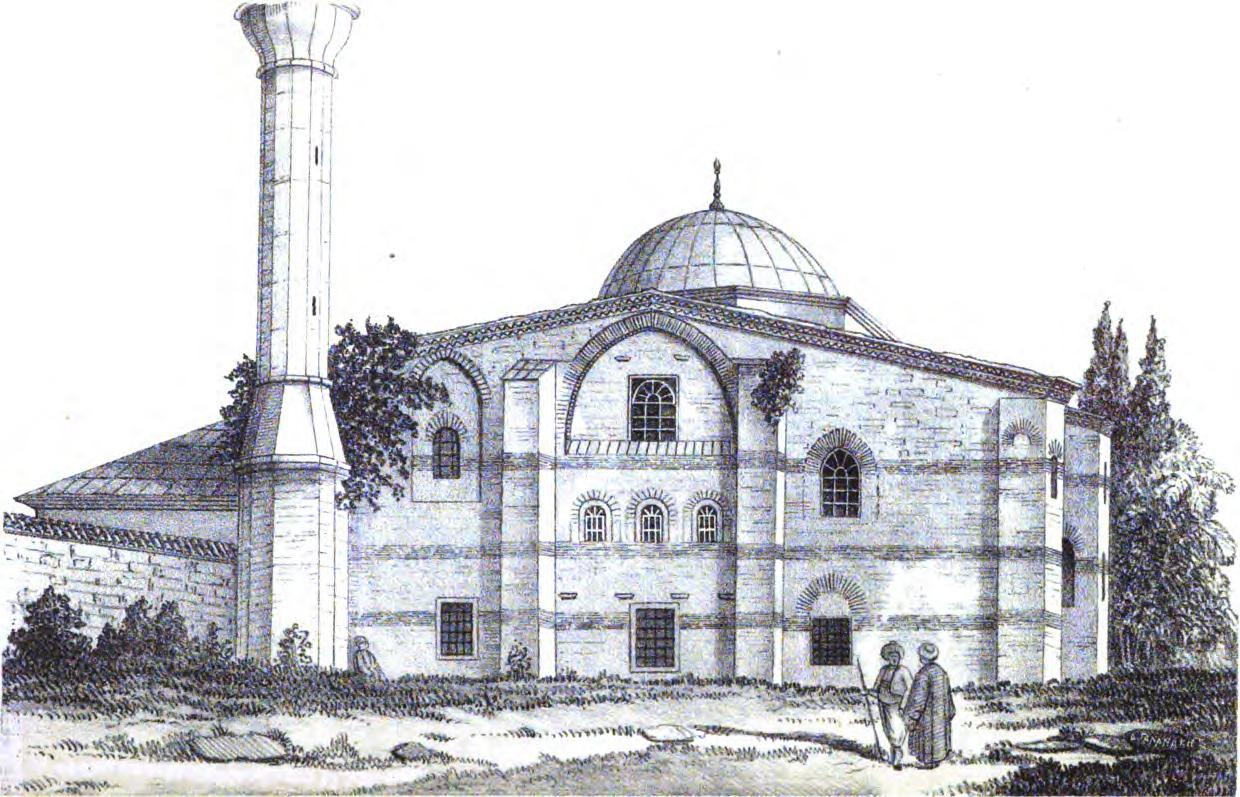
La mosquée vue du sud-est. Dessin de A.G. Paspates datant de 1877 dans Byzantine Topographical Studies.

La mosquée Atik Mustafa Pasha (en turc: Atik Mustafa Paşa Camii; aussi connue sous le nom de Hazreti Cabir Camii) est une ancienne église grecque orthodoxe convertie en mosquée à l’époque ottomane. On ignore précisément à qui elle était dédiée à l’origine. Sur la foi d'une tradition rapportée au XIXe siècle par le patriarche Constantius (patriarche œcuménique : 1830-1834)  on a cru qu’il s’agissait de l’église des Saints-Pierre-et-Marc, sans preuve toutefois. Il est plus probable qu’il s’agissait de l’église Sainte-Thekla du Palais des Blachernes (en grec : Άγία Θέκλα τοῦ Παλατίου τῶν Βλαχερνών, Hagia Thekla tou Palatiou tōn Vlakhernōn). Si l’on se fie à son style architectural, l’église aurait été construite aux XIe siècle-XIIe siècle.

## Emplacement
L’ancienne église était située près du palais des Blachernes et par conséquent dans le voisinage des murs de Théodose. De nos jours, la mosquée se trouve dans le quartier d’Ayvansaray, district Fatih, à quelques mètres des anciens murs de la cité et à une courte distance des rives de la Corne d’Or au pied de la sixième colline de Constantinople. 

## Histoire

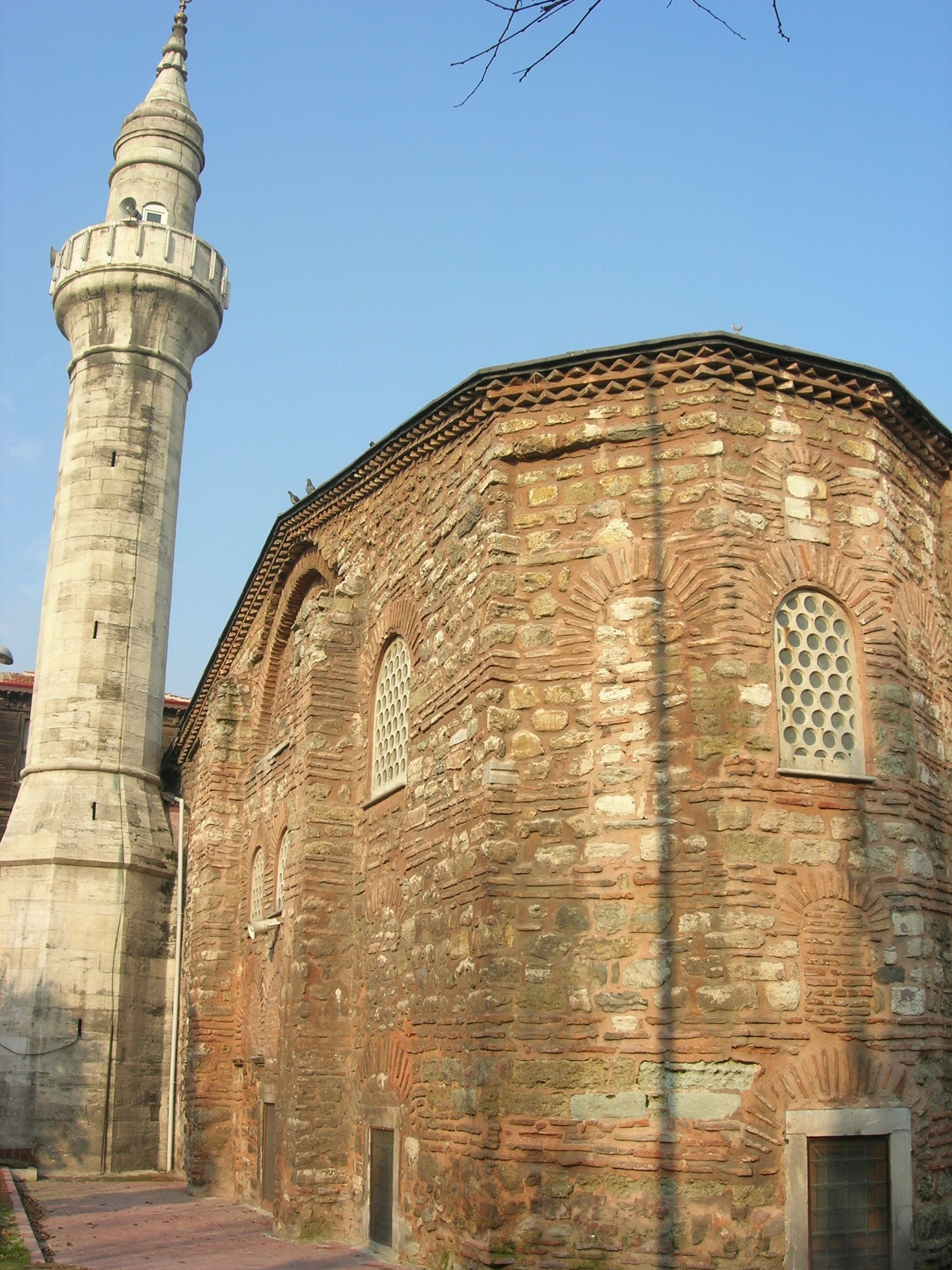
L’abside de l’ancienne église et le minaret de la mosquée.

Vers le milieu du IXe siècle, la princesse Thekla, fille ainée de l’empereur Théophile (r. 829 – 842) agrandit un petit oratoire consacré à sa patronne et situé à quelque 150 mètres à l’est de l’église de Notre-Dame-des-Blachernes. Sur le même site, en 1059, l’empereur Isaac Ier Comnène (r. 1057 – 1059) fit construire une église plus imposante en remerciement pour avoir échappé à un accident de chasse . L’église était célèbre pour sa beauté et Anne Comnène écrivit que sa mère, Anne Dalassène, allait souvent y prier . Après la conquête de Constantinople par les Ottomans, l’édifice fut fortement endommagé en 1509 par un tremblement de terre qui détruisit le dôme. Peu après, le kapicibaşi  (et par la suite grand vizir – exécuté en 1512) Koca Mustafa Pasha fit réparer les dommages et convertit l’église en mosquée. Jusqu’à la fin du XIXe siècle un hammam situé à quelque 150 mètres au sud de la mosquée faisait partie de la même fondation. En 1692, Şatir Hasa Ağa fit construire une fontaine en face de la mosquée. L’édifice devait être à nouveau endommagé durant le grand incendie de Balat en 1729, puis par le tremblement de terre qui ébranla Istanbul en 1894 et détruisit le minaret de la mosquée. Celle-ci fut rouverte au culte en 1906. Une dernière restauration eut lieu en 1922 au cours de laquelle une fontaine baptismale chrétienne fut transférée au Musée archéologique d’Istanbul. Dans l’abside sud de l’édifice se trouve la tombe (türbe) que l’on dit être celle de Hzreti Cabir (Jabir) Ibn Abdallah-ül-Ensami, l’un des compagnons d’Eyüp mort non loin de là en 678 pendant le premier siège arabe de Constantinople.

## Architecture

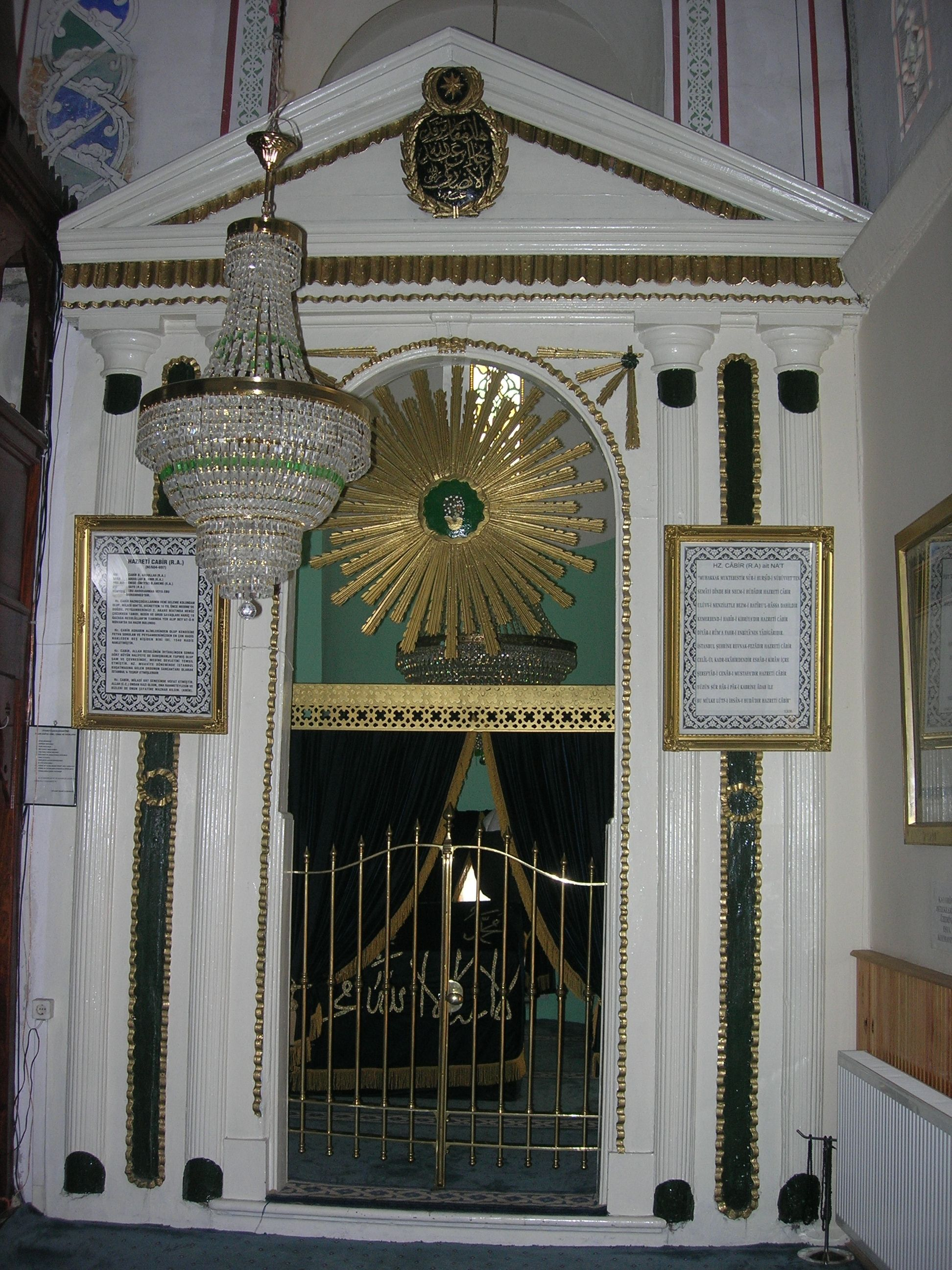
La tombe que l’on dit être celle de Hazreti Cabir (Jabir) dans l’abside sud.

L’édifice mesure 15 mètres de largeur et 17,5 mètres de longueur. Son plan est celui d'une église en *croix grecque inscrite, surmonté d’une *coupole et est orienté en direction nord-est/sud-ouest. Il comprend trois *absides polygonales et son *narthex a été détruit. L’édifice n’a pas de *galerie et le *dôme (qui ne repose pas sur un tambour) est presque certainement ottoman, même si les arcs et les piliers qui les soutiennent sont d’époque byzantine. Les bras de la croix, les *pastophoria (prothesis et  diakonikon) sont couverts par des *voutes en berceau et s’ouvrent l’un sur l’autre par des arcs. Les murs nord et sud ont trois paliers : le rez-de-chaussée avec trois *arcades, un premier étage avec trois fenêtres et un deuxième étage avec fenêtre unique à trois ouvertures (voir image de la galerie). Le toit, la corniche et le narthex de bois qui a remplacé l’ancien narthex byzantin datent de la période ottomane. Des fonts baptismaux cruciformes qui appartenaient au *baptistère de l’église et se trouvaient de l’autre côté de la rue ont été transférés au Musée archéologique d’Istanbul. Les *piliers supportant le dôme aux quatre coins intérieurs de la croix-grecque sont en forme de « L ». Ils sont un  exemple du stage précédant celui des églises en croix à quatre *colonnes. Au fur et à mesure que les arcs entre ces piliers et les murs extérieurs prendront de l’étendue, les piliers deviendront plus petits pour devenir simplement les quatre *colonnes que l’on retrouvera dans les églises plus tardives. On a retrouvé sur la façade sud de l’édifice les restes de fresques dont la description a été publiée. De plus, au cours des travaux de rénovation dans les années 1990, de  nombreuses *tessères ont été découvertes prouvant l’existence antérieure de mosaïques et de fresques dans l’édifice.

## Glossaire

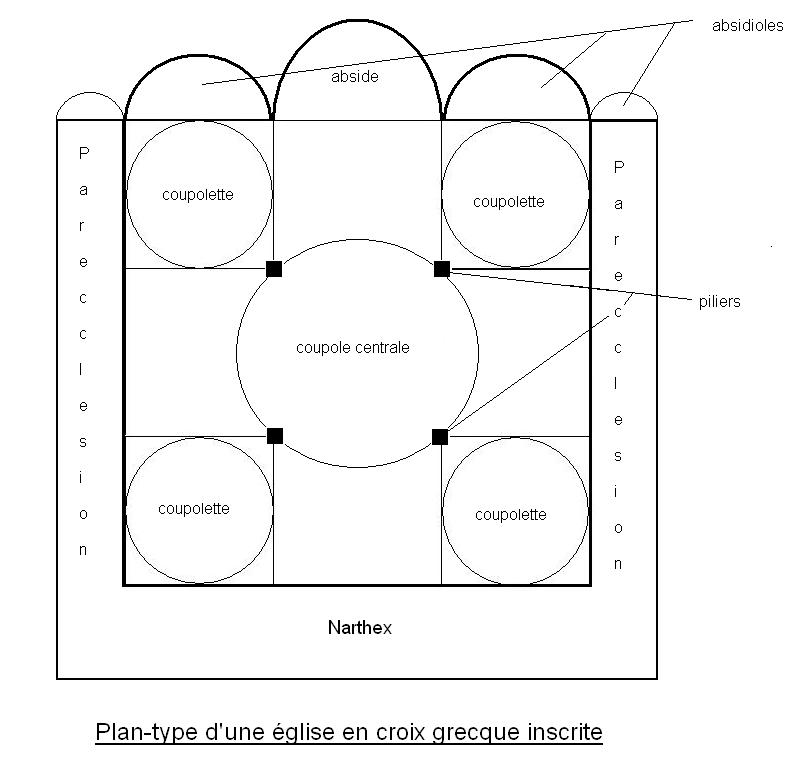
Plan type d’une église en croix grecque inscrite.

- Abside : Partie saillante en demi-cercle d'une église.
- Arcade : Ouverture pratiquée sous un arc dans un mur et qualifiée du nom de l’arc dont elle a la forme [9].
- Baptistère : Construction circulaire ou polygonale qui dans les premiers temps de la chrétienté était élevée dans le voisinage d’une cathédrale dans lequel l’évêque conférait le baptême par immersion. À partir du XIIe siècle, il fut remplacé par les fonts baptismaux.
- Colonne : Support de forme généralement cylindrique (ce qui la distingue du pilier) qui soutient les voutes[9].
- Coupole : Voute hémisphérique dont l’extérieur porte le nom de dôme.
- Croix grecque : Plan d'église dans lequel les quatre bras sont égaux par opposition à l'église à plan basilical. La partie centrale est souvent surmontée d’une coupole.
- Dôme : Extérieur de la voute sphérique appelée coupole.
- Galerie : Passage (souvent fort étroit) couvert, placé soit à l’extérieur soit à l’intérieur d’un édifice et servant de moyen de passage d’un lieu à un autre.
- Narthex : Galerie ou portique intérieur placé à l’entrée d’une église[9].
- Pastophoria : Terme utilisé pour décrire les deux annexes liturgiques de part et d'autre de l'abside: le diakonikon, sorte de vestiaire et vaisselier du clergé d'une part, et la prothesis, endroit où sont conservées les espèces pour l'eucharistie, d'autre part.
- Pilier : Support vertical comme la colonne, il s’en distingue par sa section qui est généralement carrée et par une plus grande puissance (voir colonne)[9].
- Tessère : Carreaux de pierre entrant dans la composition d'un carrelage. Les diminutifs tessella et tesserula ont été appliqués aux petits dés cubiques dont l'assemblage formait une mosaïque.
- Voute en berceau : La plus simple des voutes : arc de cercle prolongé en cylindre dont la directrice est une droite.

## Galerie

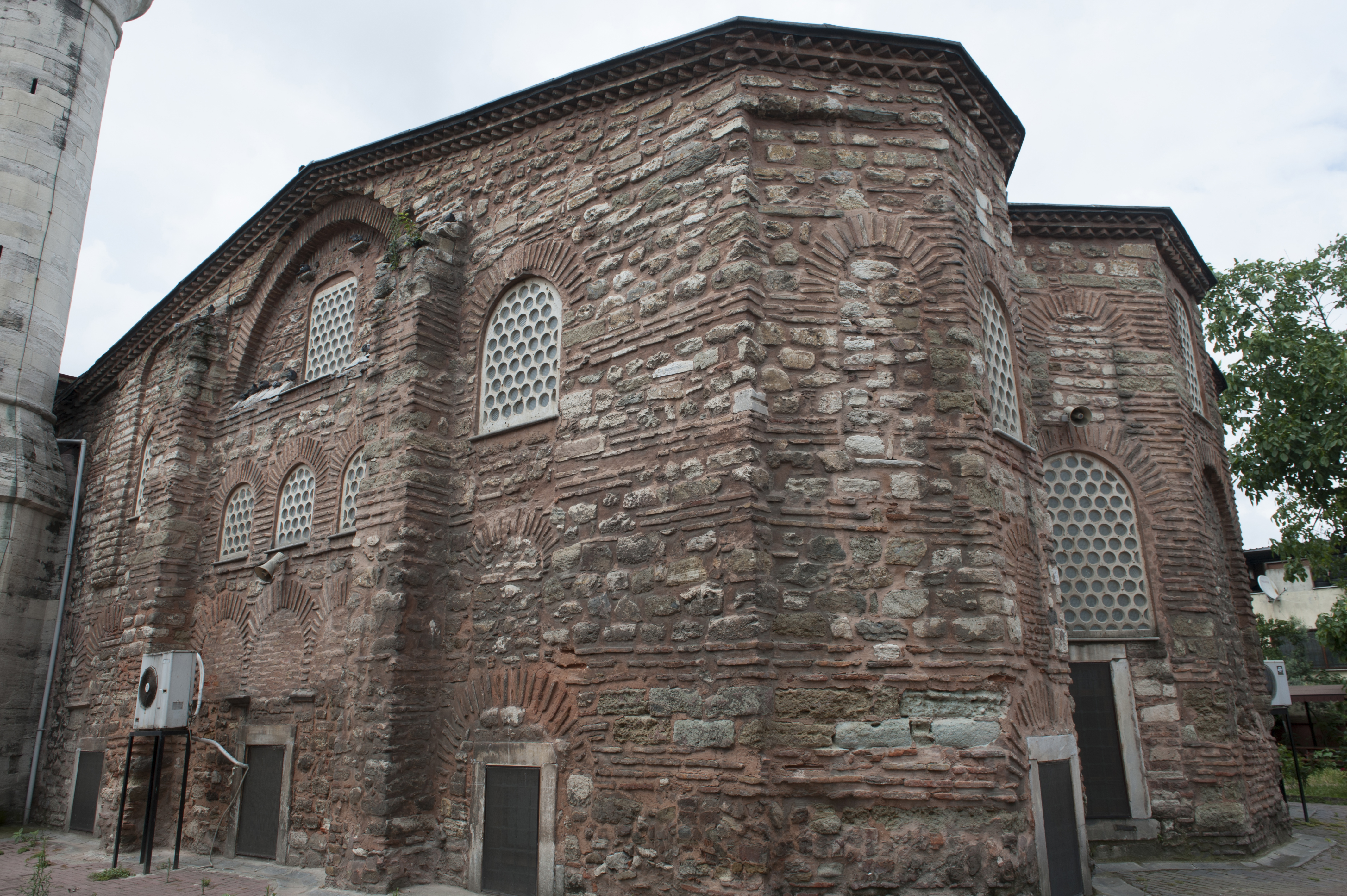
Mosquée Atik Mustafa: mur extérieur
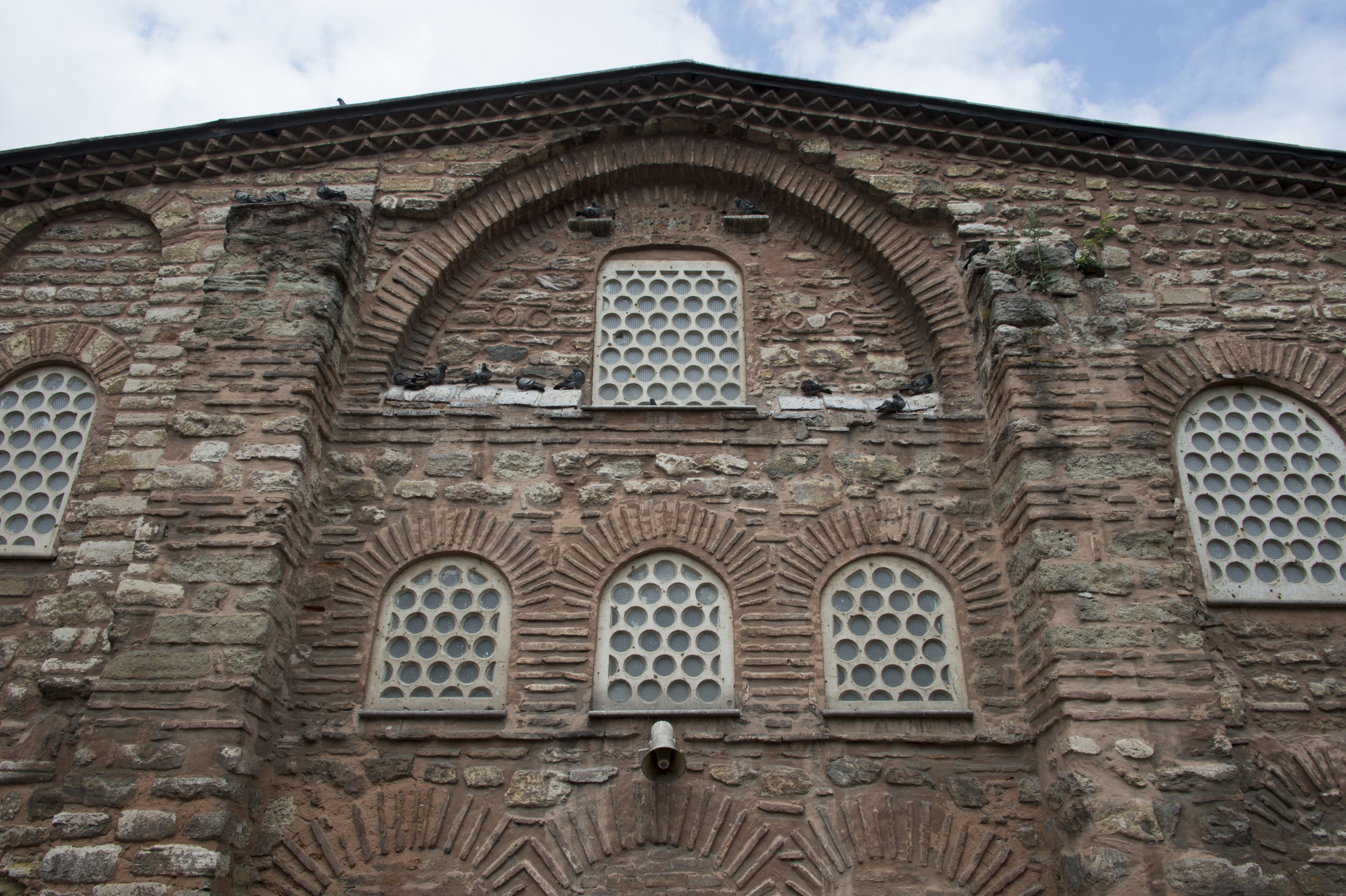
Détail de la façade montrant la rangée de trois fenêtres
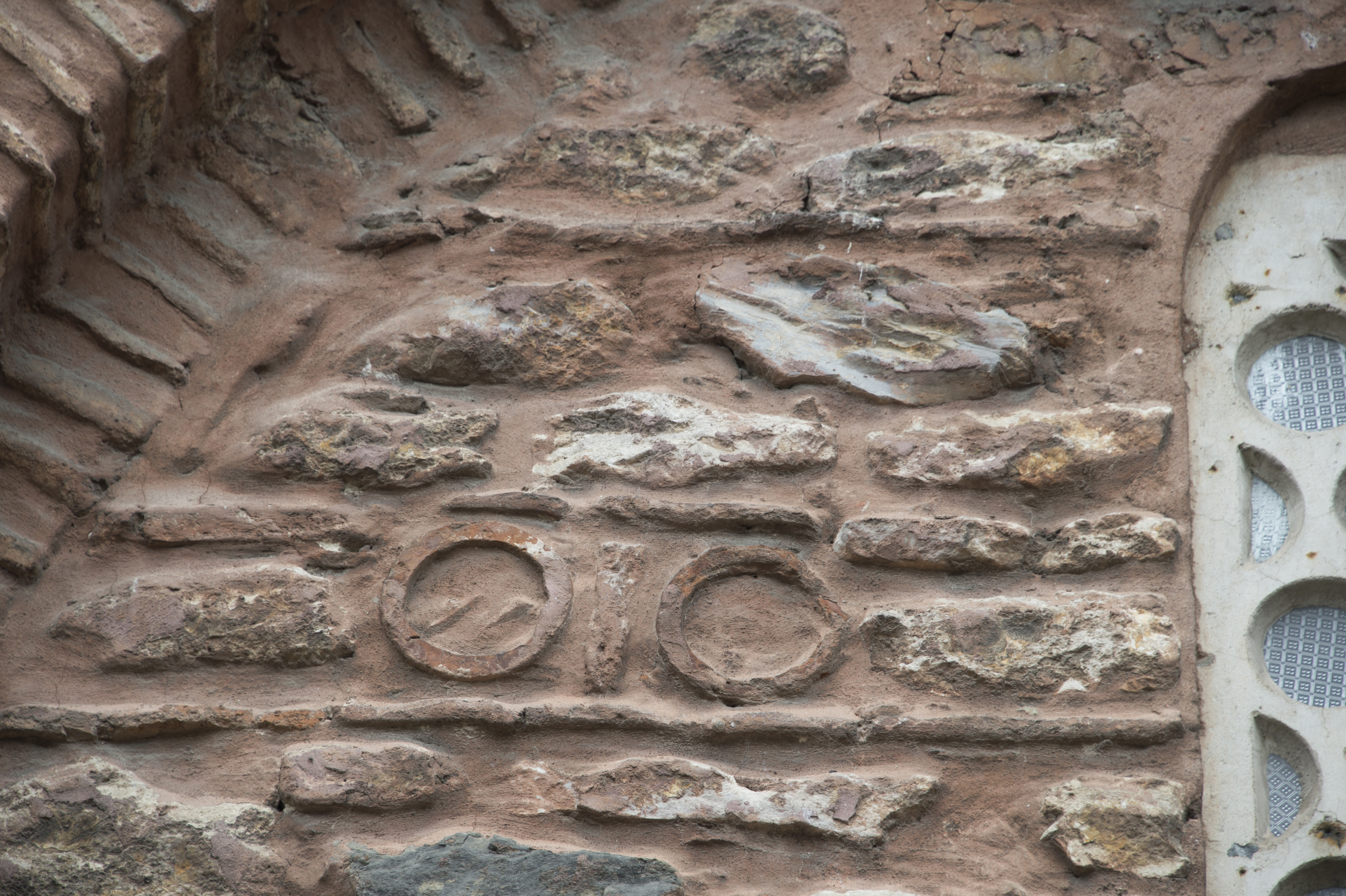
Détail de la façade montrant la décoration de pierres et de briques
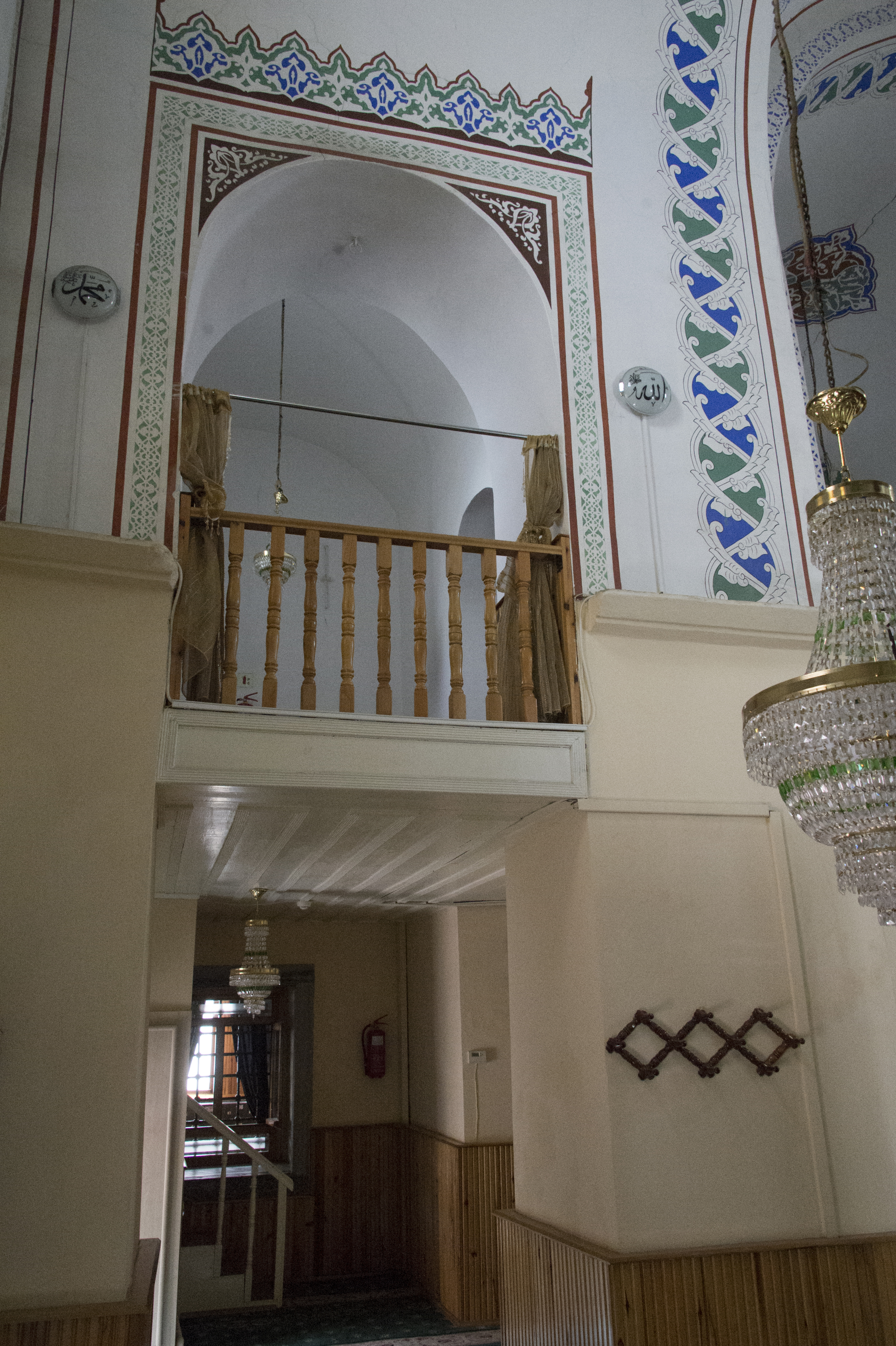
Vue de l’intérieur
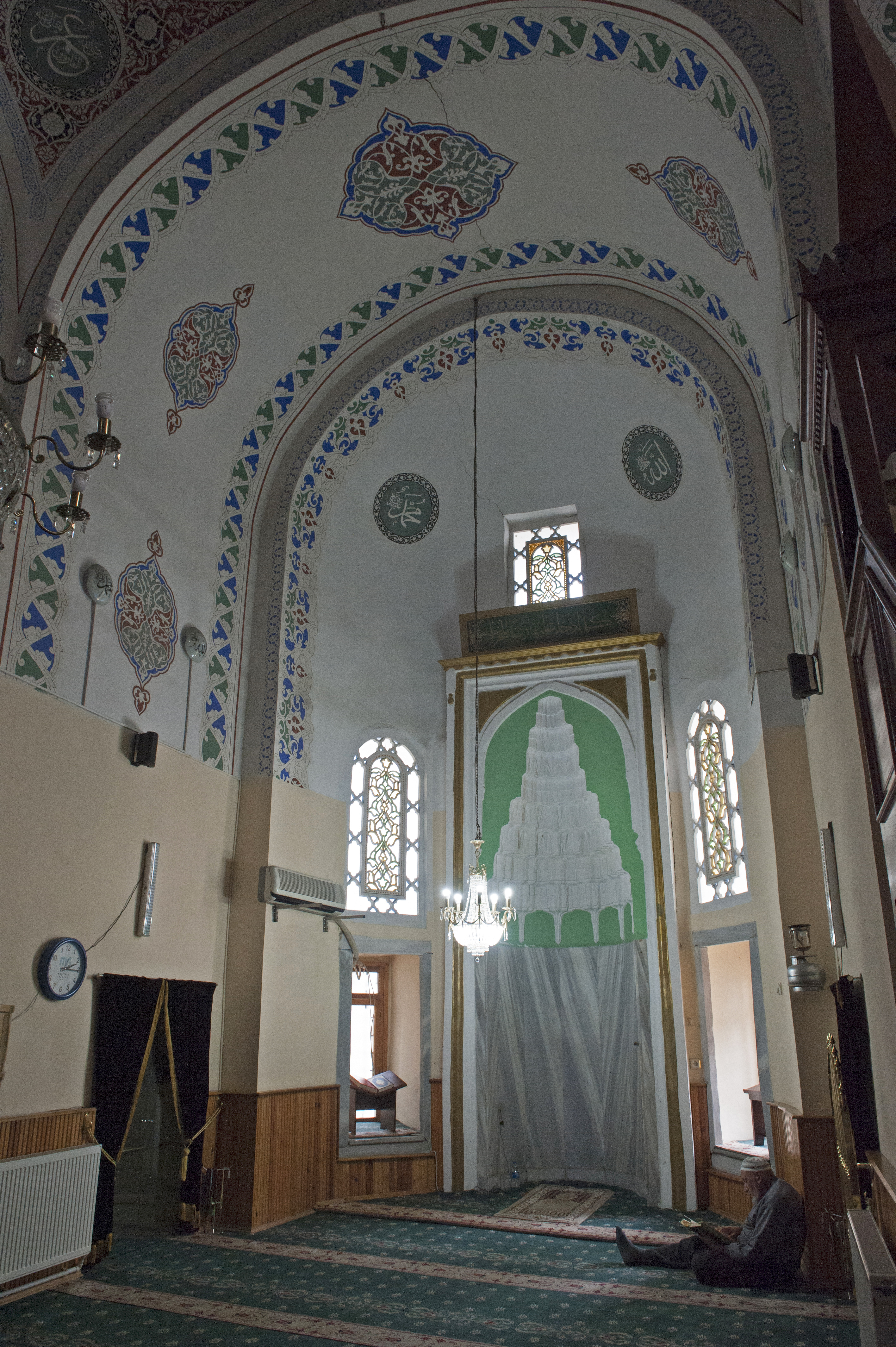
Un des murs intérieurs
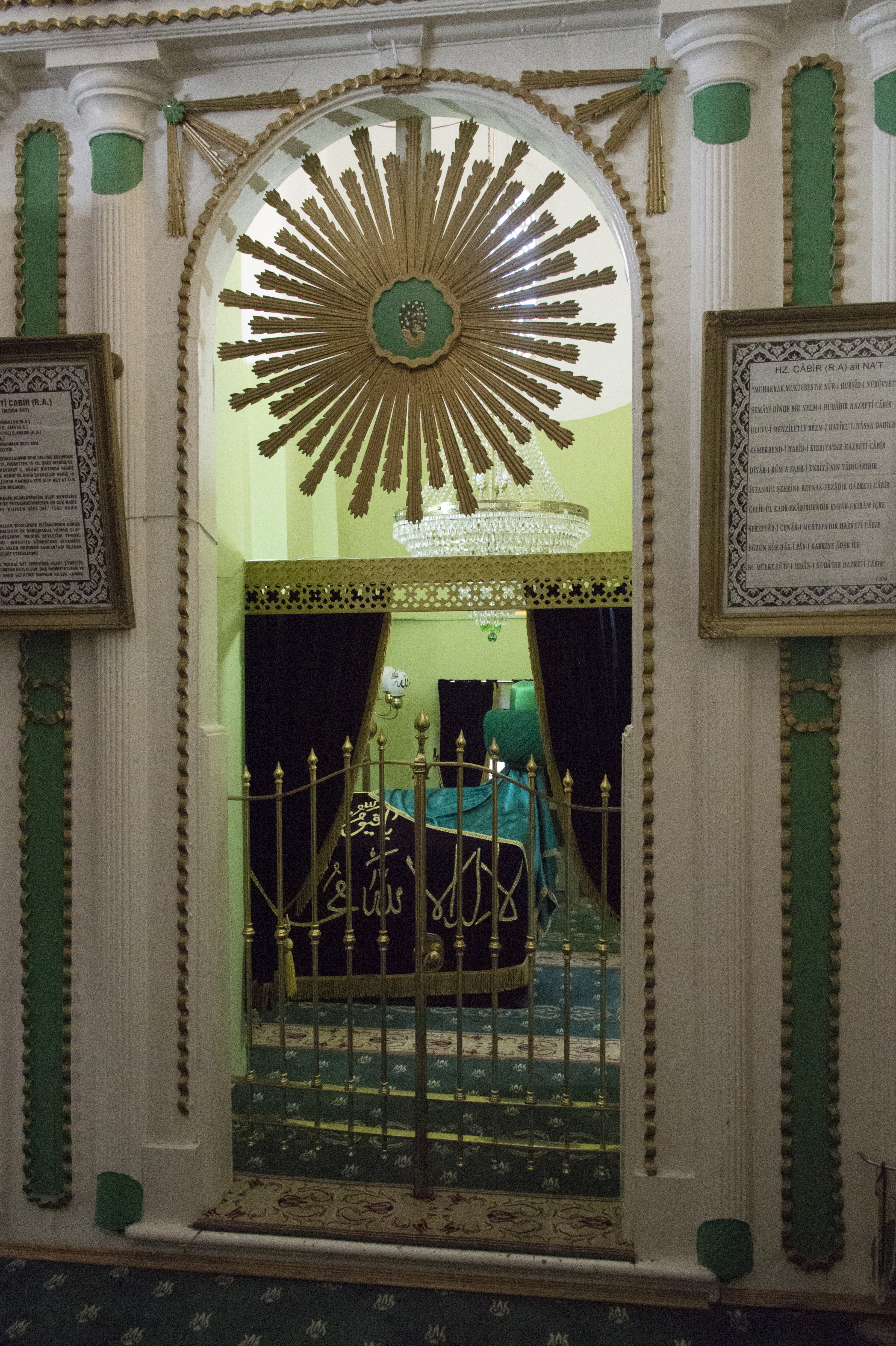
La tombe que l’on dit être celle de Hazreti Cabir
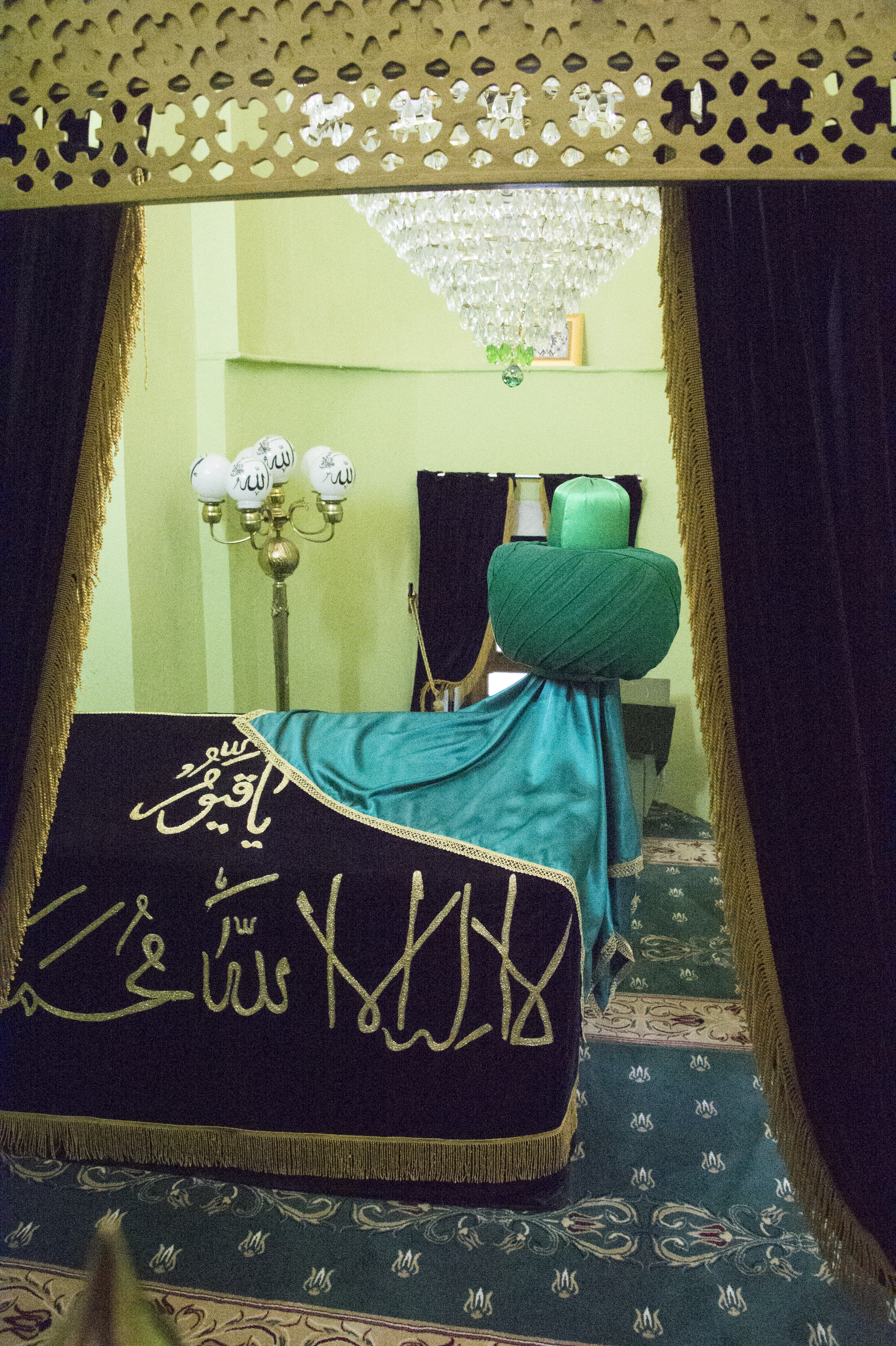
Détail de la tombe (türbe)